# Volaka
Volaka – wieś w Słowenii, w gminie Gorenja vas-Poljane. W 2018 roku liczyła 100 mieszkańców.